# FM東海
FM東海（エフエムとうかい）は、学校法人東海大学が超短波放送（FMラジオ放送）の実用化を目指して、1958年12月から1970年4月にかけて開設していた実験局、実用化試験局の通称である。
エフエム東京（TOKYO FM）の前身であり、実用化試験局については広告放送（CM）の実施が認可されていたことから、日本で最初の民間放送FM局でもある。

## 実験局・実用化試験局の開局
日本においてテレビジョン放送が大衆に普及し始めた1950年代に文部省（現・文部科学省）は放送を使用した高等教育構想に関心を示していた。東洋大学文学部教授であった米林富男はテレビおよびラジオ放送を使用した勤労学生向け大学教育の研究を行っており、文部省は研究助成金も拠出していた。こうした動きを見て、私立大学の中にFM放送を使用した大学ラジオ局や大学テレビ局を開設する動きが急速に盛り上がることとなった。その中でも特に熱心だったのが東海大学であり、日本の全大学の中でもっとも早い段階から準備を開始、1957年6月に超短波放送実験局の免許を郵政省（現・総務省）に申請した。

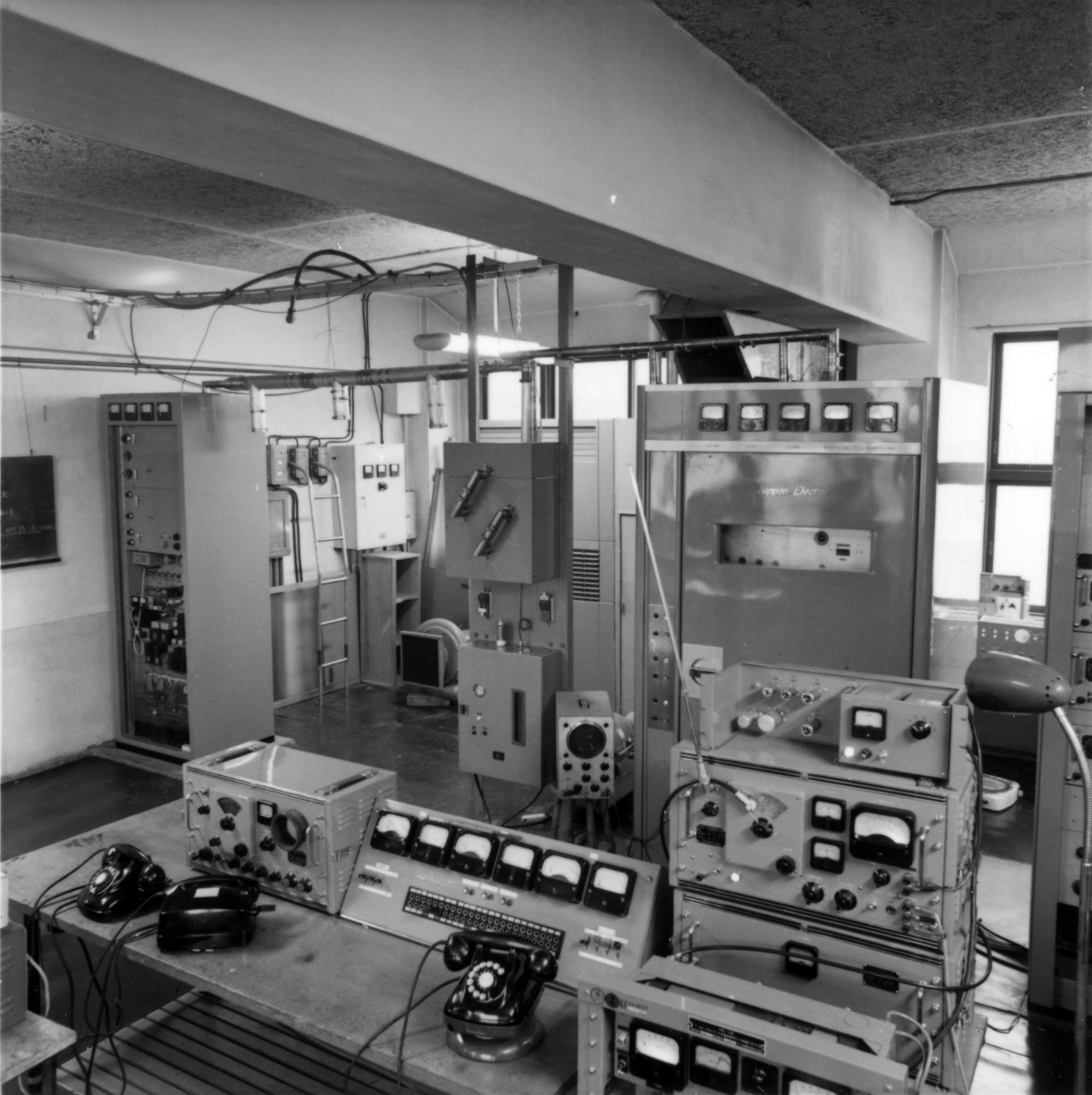
東海大学代々木校舎内のFM東海送信機室 1959年頃

1958年4月に東海大学超短波放送実験局（呼出符号JS2AO、周波数86.5Mc（メガサイクル。現在のメガヘルツ(MHz)と同義）、空中線電力1kW）の予備免許を取得し、12月に放送を開始した。1959年11月には周波数を84.5Mcに変更し、1960年4月には「東海大学超短波放送実用化試験局」（呼出符号JS2H）も放送を開始した。「FM東海」（略称：FMT）は主に後者を指すが、実用化試験局廃止後は実験局の通称ともなった。
周波数を86.5Mcから84.5Mcに変更した理由については、NHK放送センター・総合テレビジョンのアナログテレビ放送1chの周波数（映像91.25Mc・音声95.75Mc）に近いため、電波干渉（障害）が発生する可能性が高くなることを踏まえたものであった（これに伴い、首都圏内において86-90Mcはガードバンドに指定され放送では使用されなくなったが、テレビのアナログ放送終了による周波数の空き発生により2011年7月24日以後、現在は解除されている）。

## 番組編成
東海大学の創立者で理事長だった松前重義の方針により、東海大学による通信制授業の放送を中心に編成した。月曜日 - 日曜日 5時 - 6時台、月曜日 - 土曜日 19時 - 20時台は「望星高校の時間（通信教育講座）」の名称で番組枠が設けられた。授業放送以外の時間帯は音楽番組が編成の中心となり、ポピュラー音楽、クラシック音楽を主体としながら、現代音楽を扱う教養番組が設けられた。
FM放送を受信できる機器は1957年4月、同年12月から開始したNHK-FM放送の実験放送に先んじて発売されていたが、従来の中波放送より雑音が少なく、高音質であるという性質から、オーディオ愛好家向けのチューナーやレシーバー、ラジオの中でも「ハイファイラジオ」と称された大型の高級機種が大半だった。1961年、FM東海で放送される授業番組を聴取するための安価なラジオを発売した。
ステレオ放送の実用化に向けて、1960年8月、クロスビー方式（FM-FM方式）によるステレオでの試験放送が行われたが、パイロット・トーン方式（AM-FM方式）がステレオ放送の標準方式として採用されると、1963年6月から、この方式での試験放送を開始した。

## 国との悶着と閉局、エフエム東京開局へ
東海大学とほぼ同時期に運用を開始して正式な教育放送局実現が期待されていた東洋大学の超短波放送実験局が、資金不足で実用化試験局への発展にいたらず断念に追い込まれたこともあり、実用化試験局への移行にあたっては、スポンサーの獲得が文部省および郵政省から認可されていた。しかし、広告放送が認められていない実験局との区別があいまいなことが、国会でも問題になった。また、文部省と郵政省が放送を使用した高等教育を、政府として行う方向へ方針を転換したこともあって、郵政省は「FM放送の実施のために必要な資料収集が完了した」という理由を東海大学に提示、1968年に実用化試験局の再免許を拒否した。短期間再免許されたもののすぐに期間満了となり、不法無線局として、郵政省は電波法違反で東海大学を告発した。これに対し東海大学は「これまでの実績を評価していない」として誣告（ぶこく）罪で郵政省を提訴するなどの騒動があったが、ほかの出資元も増やした株式会社形式の民間放送に移行することで妥協。1970年3月17日に新会社「株式会社エフエム東京」が設立。FM東海（JS2AO）は1970年4月25日に廃局。翌4月26日に東日本初の民間FM放送「FM東京」（JOAU-FM、80.0Mc）が開局した。

## 沿革
- 1957年（昭和32年）1月28日　東海大学、松前重義理事長名義で「超短波放送実用化試験局」の免許申請

- 1958年（昭和33年）

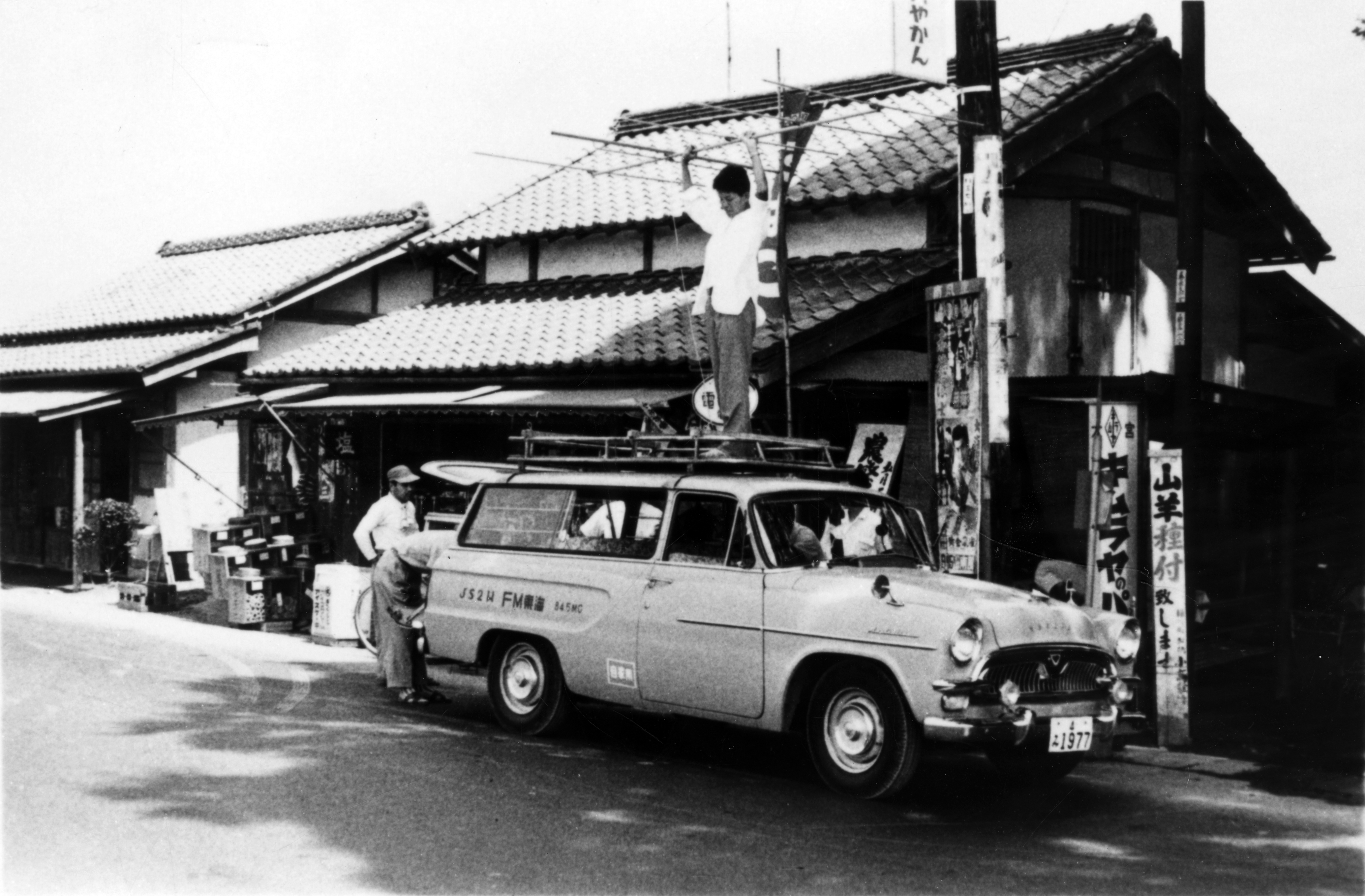
電界強度の測定（1960年）

  - 3月1日　東海大学超短波放送実験局の免許申請
  - 4月25日　東海大学超短波放送実験局に予備免許（呼出符号JS2AO、周波数86.5Mc、空中線電力1kW、演奏所・送信所は渋谷区富ヶ谷、東海大学代々木校舎内）
  - 12月26日　東海大学超短波放送実験局に免許
  - 12月31日　東海大学超短波放送実験局（FM多重放送）、放送開始
- 1959年（昭和34年）
  - 4月1日　FM放送利用の通信制高校・東海大学付属高校通信教育部設立（6月に初の入学式を実施）
  - 6月1日　FM放送による高校通信教育講座開始
  - 11月　東海大学超短波放送実験局の周波数変更（86.5Mc → 84.5Mc）
- 1960年（昭和35年）
  - 3月18日　東海大学超短波放送実用化試験局に免許（呼出符号JS2H、周波数84.5Mc、空中線電力1kW）
  - 5月1日　東海大学の「FM東海」（実用化試験局）放送開始
  - 5月2日　FM東海開局式、最初の商業FM放送局として本格的な営業開始
  - 6月　FM放送PRのためFM喫茶を設置
  - 8月　全日放送開始、同月にはクロスビー方式（FM-FM方式）でのステレオ実験放送を開始

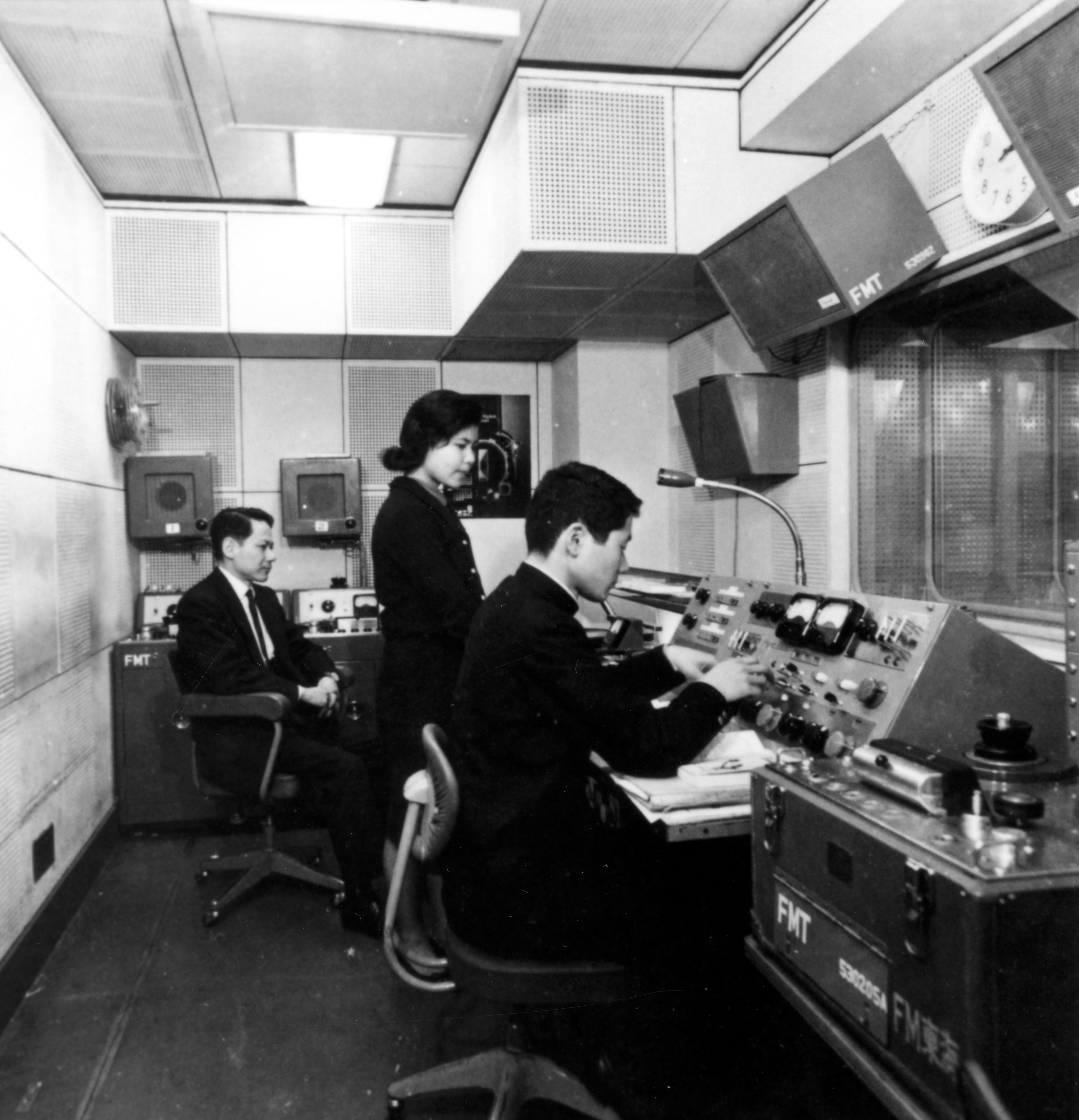
発明会館に移転後のFM東海第1副調整室 時期不明（1960年代）

- 1962年（昭和37年）5月　東京都港区芝西久保明舟町（現・虎ノ門2丁目）の発明会館ビルに新スタジオ、事務所が完成し、移転
- 1963年（昭和38年）
  - 4月1日　東海大付属高校通信教育部、東海大学付属望星高等学校として独立
  - 9月1日　FMマルチ・ステレオ番組をパイロット・トーン(AM-FM方式)で放送開始
- 1964年（昭和39年）5月　FMT室内楽団およびFMT合奏団結成
- 1965年（昭和40年）11月1日　演奏所を虎ノ門スタジオに移転（送信所を除く一切の業務を虎ノ門に集中）
- 1967年（昭和42年）7月3日　日本航空をスポンサーとして『ジェット・ストリーム』放送開始（FM東海の廃局後、エフエム東京に引き継がれ、現在も放送中）
- 1968年（昭和43年）
  - 1月8日　郵政省、東海大学に対し「FM放送の実施に必要な資料収集は終了、実用化試験局（FM東海）は再免許しない」と通告
  - 2月10日　東海大学、実用化試験局（FM東海）再免許不許可について東京地方裁判所に免許拒否処分の取消しと再免許の早期認可を請求する訴訟を起こし、また行政処分執行停止の仮処分を申し立て
  - 3月22日　東海大学、郵政省よりFM東海の実用化試験局免許延長の内示があったため、東京地裁への訴訟を取り下げ
  - 3月29日　郵政省、FM東海の実用化試験局の免許期間を延長（〜6月30日）
  - 7月1日　郵政省、FM東海の実用化試験局の免許切れにより、放送中の電波は違法電波と警告、また9日に電波法違反で東京地方検察庁特別捜査部に告発
  - 7月15日　東海大学、小林武治郵政大臣を相手取って東京地裁に提訴、また東京地検特捜部に誣告罪で告発
  - 7月16日　郵政省、FM東海の実用化試験局再免許申請に対し免許拒否の処分を正式決定
  - 8月9日　東京地裁、郵政省のFM東海に対する実用化試験局免許取消しに対し「処分の効力を停止する」と裁定
  - 8月15日　郵政省、FM東海に関する地裁裁定を不服として東京高等裁判所に抗告
  - 9月13日　東海大学、郵政省がFM東海の実用化試験局再免許を拒否したことについて郵政大臣に異議申し立て（11月19日 取り下げ）
  - 11月26日　FM東海の実用化試験局が放送終了（11月27日から実験局のみとなり、広告放送は不可能に[5]）
  - 12月26日　郵政省、FM東海の実験局に再免許（〜1969年（昭和44年）3月31日）
- 1969年（昭和44年）
  - 4月1日　郵政省、FM東海の実験局免許を延長（〜9月30日）
  - 10月1日　郵政省、東京地区の民放FM局が予備免許に至らないため、FM東海の実験局免許を再延長（〜1970年（昭和45年）3月31日）
  - 12月19日　郵政省、エフエム東京に予備免許（呼出符号JOAU-FM、周波数80.0Mc、空中線電力10kW）
- 1970年（昭和45年）
  - 3月17日 株式会社エフエム東京設立
  - 4月1日　郵政省、エフエム東京が未開局のため、FM東海の実験局免許を再延長（〜5月15日）
  - 4月25日
    - 郵政省、エフエム東京に免許
    - FM東海が放送終了、記念の特別番組『FM東海の10年』[6]を放送し、エフエム東京に業務を引き継ぐ

  - 4月26日　エフエム東京、放送開始

## 主な番組
平日
- モーニング･コーヒー(7:00 - 7:30)[7][8]
- 明治スイートコンサート(月 - 土 7:40 - 8:30)[7]
- 朝のホーム･コンサート(月 - 土 8:00 - 9:30)[8]
- 朝の名曲(月 - 土 8:35 -9:55)[7]
- お母さんといっしょ(月 - 土 11:00 - 11:15)[7]
- ポップス・コンサート(月 - 土 11:00 - 11:57)[8]
- 昼休みの音楽(月 - 土 12:00 - 13:00)[7]
- 奥様FMをどうぞ(月 - 土 13:00 - 13:30)[7]
- 女性ジャケット(月 - 土 13:30 - 14:00)[7]
- 二人で音楽を(月 - 土 14:00 - 15:00)[7]
- 青少年コンサート(月 - 土 17:00 - 17:30)[7]
- イブニング･コンサート(月 - 土 17:05 - 18:00)[8]
- 北辰コンサート(月 - 日 18:00 - 19:00)[7]
- 山水FMプレゼント(月 - 日 23:00 - 23:30)[7]
- ボイス･オブ･トーキョー(月 - 日 24:15 - 24:30)[8]

土曜日
- 土曜コンサート(22:00 - 23:00)[7]

日曜日
- 日曜訪問(7:00 - 7:20)[8]
- FMディスク・ガイド(8:05 - 9:00)[8]
- スタンダードサンデー・コンサート(8:35 - 10:00)[7]
- 世界の名曲(9:00 - 10:00)[8]
- トリオ・テン・オクロック(10:00 - 11:00)[7]
- ブランチミュージック(10:00 - 11:00)[8]
- サンデー・ミュージック(11:00 - 14:00→11:00 - 13:00)[7]
- リスニング・ルーム(13:00 - 15:00)[8]
- ミュージック・ダイアル(14:00 - 15:00)[7]
- クラシック・サロン(15:00 - 16:00)[8]
- サンデーステレオ(16:00 - 17:00)[7]
- グラモフォン名曲アワー(16:00 - 17:00)[8]
- 夕べの室内楽(17:00 - 18:00)[8]
- フジアイスディナーミュージック(18:00 - 19:00)[8]
- 音楽文化史(19:00 - 20:00)[7]
- Hi-Fiクラブ(20:00 - 21:00)[7][8]
- ジャスト・テン 森永ヒットパレード(22:00 - 23:00)[7]